# Mae Muller
Holly Mae Muller (Londres, 26 de Agosto de 1997) é uma cantora e compositora britânica. Ganhou o reconhecimento do público depois de ter lançado o single «Better Days» em 2021, em colaboração com o grupo musical sueco Neiked e o rapper americano Polo G, que entrou no top 40 tanto no Reino Unido como nos Estados Unidos.
Representará o Reino Unido no Festival Eurovisão da Canção de 2023 em Liverpool, com a canção «I Wrote a Song», que se tornou a primeira participação britânica na Eurovisão em mais de uma década a estrear-se no top 40 da UK Singles Chart.

## Biografia
Muller foi criada no seio de uma família judaica em Kentish Town, um bairro da cidade de Londres, pelos pais Matt Muller e Nicola Jackson, que se separaram quando ela tinha seis anos. Tem um irmão mais velho, Sam, e três irmãos mais novos das relações subsequentes dos seus pais. O seu avô Robert Muller é um sobrevivente do Holocausto que fugiu da Alemanha para a Grã-Bretanha aos 12 anos de idade e se mudou para o País de Gales. A cantora também é de ascendência judaica austríaca. Holly começou a escrever a sua própria música aos oito anos de idade e frequentou o Fine Arts College em Belsize Park, no norte de Londres. Em 2007, ainda criança, participou no videoclipe da música «Grace Kelly» de Mika.

## Carreira musical
Enquanto trabalhava na American Apparel e num pub em Kentish Town, começou a actuar publicamente. Ela pediu a um amigo que sabia usar o Logic para produzir algumas demos em troca de uma garrafa de vinho. Em 2017, postou-as no SoundCloud e, depois de partilhar um vídeo dela a cantar no Instagram, Holly foi descoberta e contratada pelo seu manager. O seu primeiro extended play intitulado «After Hours», foi lançado em Fevereiro de 2018, e foi seguido pelo lançamento do seu segundo EP, «Frankly», em Setembro de 2018. A cantora assinou contrato com a Capitol Records do Reino Unido no mesmo ano.
A 5 de Abril de 2019, Holly lançou o seu primeiro álbum de estúdio, «Chapter 1». Nesse mesmo ano ela foi o acto de abertura das Little Mix na digressão LM5: The Tour. Após concluida a digressão, a cantora lançou um single intitulado «Therapist». Juntamente com o lançamento de seu single, Muller também anunciou a sua primeira digressão nacional, visitando cinco cidades do Reino Unido. Em Setembro de 2020, anunciou que o seu terceiro EP seria lançado a 6 de Novembro de 2020. O EP, intitulado «No One Else, Not Even You», foi apresentado numa digressão pelo Reino Unido e pela Europa.
Em 2021, a cantora foi vocalista convidada em «When You're Out», a continuação do sucesso dos Billen Ted, «Wellerman». Além disso, juntou-se à banda sueca Neiked e ao rapper americano Polo G no single «Better Days», uma canção que entrou no número 57 da tabela Billboard Hot 100 a 30 de Outubro, e depois atingiu o número 23, a música entrou no Top 10 da Pop Airplay dos Estados Unidos e também entrou na UK Singles Chart, alcançando o número 32. Nesse mesmo ano, a cantora actuou no programa americano The Tonight Show Starring Jimmy Fallon.
A 27 de Outubro de 2022, Mae Muller lançou o seu single «I Just Came To Dance». Para Março de 2023, a canção foi tocada no Spotify mais de 2,5 milhões de vezes. Naquele mesmo mês, lançou um single em colaboração com Sigala, Caity Baser e Stefflon Don, intitulado «Feels So Good». Em breve, seguir-se-á o seu single a solo «I Wrote A Song», com o qual representará o Reino Unido no Festival Eurovisão da Canção de 2023.

## Discografia

### Álbuns de estúdio
| Título    | Destacado |
| --------- | --- |
| Chapter 1 | - Lançamento: 5 de Abril de 2019 - Editora discográfica: Capitol Records - Formato: CD, Longplay e descarregamento digital |

### Extended plays
| Título                    | Destacado |
| ------------------------- | --- |
| After Hours               | - Lançamento: 16 de Fevereiro de 2018 - Editora discográfica: Capitol - Formato: Descarregamento digital        |
| Frankly                   | - Lançamento: 7 de Dezembro de 2018 - Editora discográfica: Capitol - Formato: Descarregamento digital          |
| No One Else, Not Even You | - Lançamento: 6 de Novembro de 2020 - Editora discográfica: Capitol - Formato: CD, LP e descarregamento digital |

### Singles
| "Close"                                                                         | 2018 | —  | —  | —  | —  | —  | —  | —  |                                                              | Sem álbum                 |
| "Jenny"                                                                         | 2018 | —  | —  | —  | —  | —  | —  | —  |                                                              | Chapter 1                 |
| "The Hoodie Song"                                                               | 2018 | —  | —  | —  | —  | —  | —  | —  |                                                              | Chapter 1                 |
| "Pull Up"                                                                       | 2018 | —  | —  | —  | —  | —  | —  | —  |                                                              | Chapter 1                 |
| "Busy Tone"                                                                     | 2018 | —  | —  | —  | —  | —  | —  | —  |                                                              | Chapter 1                 |
| "Leave It Out"                                                                  | 2019 | —  | —  | —  | —  | —  | —  | —  |                                                              | Chapter 1                 |
| "Anticlimax"                                                                    | 2019 | —  | —  | —  | —  | —  | —  | —  |                                                              | Sem álbum                 |
| "Dick"                                                                          | 2019 | —  | —  | —  | —  | —  | —  | —  |                                                              | Sem álbum                 |
| "Therapist"                                                                     | 2020 | —  | —  | —  | —  | —  | —  | —  |                                                              | Sem álbum                 |
| "I Don't Want Your Money"                                                       | 2020 | —  | —  | —  | —  | —  | —  | —  |                                                              | Sem álbum                 |
| "So Annoying"                                                                   | 2020 | —  | —  | —  | —  | —  | —  | —  |                                                              | No One Else, Not Even You |
| "HFBD"                                                                          | 2020 | —  | —  | —  | —  | —  | —  | —  |                                                              | No One Else, Not Even You |
| "Gone"                                                                          | 2021 | —  | —  | —  | —  | —  | —  | —  |                                                              | Sem álbum                 |
| "Better Days" (com Neiked e Polo G)                                             | 2021 | 32 | 16 | 20 | 29 | 13 | 78 | 23 | - BPI: Silver - ARIA: Platinum - RIAA: Platinum - RMNZ: Gold | Sem álbum                 |
| "American Psycho" (com Marshmello e Trippie Redd)                               | 2022 | —  | —  | —  | —  | —  | —  | —  |                                                              | Sem álbum                 |
| "I Just Came to Dance"                                                          | 2022 | —  | —  | —  | —  | —  | —  | —  |                                                              | Sem álbum                 |
| "Feels This Good" (com Sigala, Caity Baser e Stefflon Don)                      | 2023 | —  | —  | —  | —  | —  | —  | —  |                                                              | Sem álbum                 |
| "I Wrote a Song"                                                                | 2023 | —  | —  | —  | —  | —  | —  | —  |                                                              | Sem álbum                 |
| "—" indica que um artigo não foi registado ou não foi lançado nesse território. |      |    |    |    |    |    |    |    |                                                              |                           |